# Robert Thomas Seeley
Robert Thomas Seeley (Bryn Mawr, 26 de fevereiro de 1932 – Newton, Massachusetts, 30 de novembro de 2016) foi um matemático estadunidense, que trabalhou com análise matemática.
Obteve um doutorado no Instituto de Tecnologia de Massachusetts em 1958, orientado por Alberto Calderón, com a tese Singular Integrals on Compact Manifolds.
Foi palestrante convidado do Congresso Internacional de Matemáticos em Nice (1970: Fractional powers of boundary problems).

## Obras
- Introduction to Fourier series and integrals, Benjamin 1966
- Calculus of one variable, Glenview, Illinois, Scott/Foresman 1968
- Calculus of several variables, Glenview, Illinois, Scott/Foresman 1970
- Calculus of one and several variables, Glenview, Illinois 1973
- Calculus, Harcourt, Brace, Jovanovich 1990
- Integro-differential operators on vector bundles, Trans. Amer. Math. Soc., Volume 117, 1965, p. 167-204 (Seeley Algebra)